# Margulis-Normalteiler-Theorem
In der Mathematik besagt das Margulis-Normalteiler-Theorem (engl.: Margulis' normal subgroup theorem), dass Normalteiler in Gittern höheren Rangs entweder endlich oder von endlichem Index sind.

## Aussage
Sei {\displaystyle G} eine zusammenhängende halbeinfache Lie-Gruppe mit {\displaystyle rk_{\mathbb {R} }(G)\geq 2} und endlichem Zentrum. Sei {\displaystyle \Gamma \subset G} ein irreduzibles Gitter.
Wenn {\displaystyle N\subset \Gamma } ein Normalteiler ist, dann ist entweder {\displaystyle N\subset Z(G)} (und insbesondere {\displaystyle N} endlich) oder {\displaystyle \Gamma /N} ist endlich.

## Beweis
Der wesentliche Schritt des Beweises besteht darin, dass für einen Normalteiler von unendlichem Index die Faktorgruppe {\displaystyle \Gamma /N} mittelbar sein muss. (Das wird durch Konstruktion einer Gruppenwirkung auf einem geeigneten Wahrscheinlichkeitsraum mit invariantem Wahrscheinlichkeitsmaß bewiesen.) Andererseits haben Gitter höheren Rangs und damit auch ihre Faktorgruppen die Eigenschaft T und mittelbare Gruppen mit Eigenschaft T müssen endlich sein.
Der Beweis lässt sich auf Gitter in „Lie-Gruppen über lokalen Körpern“ verallgemeinern.